# My Winter Storm
My Winter Storm é o segundo álbum solo da cantora Tarja Turunen. O álbum, cujas gravações começaram em agosto de 2006, foi lançado pela Universal Music em 14 de Novembro de 2007 na Finlândia, em 9 de janeiro de 2008 no Brasil e em 26 de fevereiro de 2008 nos Estados Unidos.  O álbum foi lançado em várias versões especiais em diferentes países, cada um contendo faixas bônus e material especial em vídeo que não estão presentes na versão normal do disco. Foi lançada também uma edição limitada em LP para o Reino Unido de apenas 300 cópias.
O álbum, que conta com a participação de alguns importantes nomes da música, como o celista Martin Tillman e o produtor de trilhas sonoras James Dooley, abrange diferentes estilos musicais passando pelo rock, metal, música clássica, pop, folk, tudo isso ligado a voz lírica de Tarja. As gravações ocorreram em 11 estúdios de 8 países, foram eles Finlândia, Brasil, Irlanda, Estados Unidos, Espanha, Suíça, Alemanha e República Checa. "My Winter Storm", apesar de não entrar nos parâmetros de um álbum conceitual, apresenta uma história por trás de grande parte das músicas, história essa que se liga aos personagens dos videoclipes e fotos. Kiko Loureiro, da banda brasileira Angra, participou tocando violão em "Calling Grace".
Logo na semana de lançamento o álbum alcançou a primeira posição do Top 40 finlandês, e em um mês ganhou Disco de Ouro com mais de 20 mil cópias vendidas, além de ter ganho dois certificados de Platina na Rússia e em junho de 2011 ganhou Ouro na Alemanha com mais de 100 mil cópias vendidas. No total o álbum passou dois meses e meio nas paradas finlandesas, além de ter passado quatro meses no Top 100 alemão, dois meses no Top 100 suíço e um mês inteiro no Top 40 austríaco, encerrando 2007 em 11º lugar na lista da Billboard dos 100 álbuns mais vendidos do ano na Europa.

## Composição
"Ite, Missa Est" (Vá em Paz) é a introdução da canção "I Walk Alone", que por sua vez, foi muito inspirada nas composições de Mozart, sendo que, em estúdio, várias versões foram estudadas; mas ao contrário do que se pensa, Tarja disse que essa música não é dedicada ao Nightwish, sendo que ela nem escreveu a letra. "Lost Northern Star" foi escrita em Ibiza juntamente com Michelle Leonard e Kiko Masbaum, produzida com riffs fortes em contraste com vocais em sua maioria líricos. "The Reign" foi escrita por Torsten Stenzel quando ele encontrou Tarja em Ibiza, e ele também assumiu os teclados na gravação da faixa em estúdio; originalmente criada como instrumental, a letra foi inserida depois, quase no final do processo. "My Little Phoenix" teve algumas influências de valsa.
"Die Alive" é sobre viver a vida intensamente, de forma que se você morresse amanhã, não teria arrependimentos. "Boy and the Ghost" é uma melodia acompanhada em sua maioria por um teclado, com vocais de Tarja, e nos minutos finais guitarra e bateria são introduzidas, junto com um coral, ao estilo de "Sing for Me", que tem o mesmo ritmo e foi a última canção feita pro álbum. "Oasis" é uma canção acústica, gravada em piano e reproduzida ao vivo com teclado, foi composta totalmente por Tarja em homenagem ao seu marido, Marcelo Cabuli, e fala sobre a paz interior. "Poison" é um cover do cantor Alice Cooper.
"Our Great Divide" teve sua melodia feita por Anders Wollbeck und Mattias Lindblom, e em partes por Tarja; é uma canção de amor sobre dois namorados que tem um problema sério; "Damned and Divine" possui uma outra versão, Damned Vampire & Gothic Divine, mais pesada que a original. "Minor Heaven" foi criada para ser uma peça clássica, mas foi deixada mais pesada com a inclusão de guitarra nas partes finais. "Ciaran's Well" foi feita na Irlanda, onde os instrumentais foram gravados, mas os vocais foram feitos em Hamburgo, na Alemanha. "Calling Grace" possui participação do guitarrista brasileiro Kiko Loureiro tocando violão.

## Produção

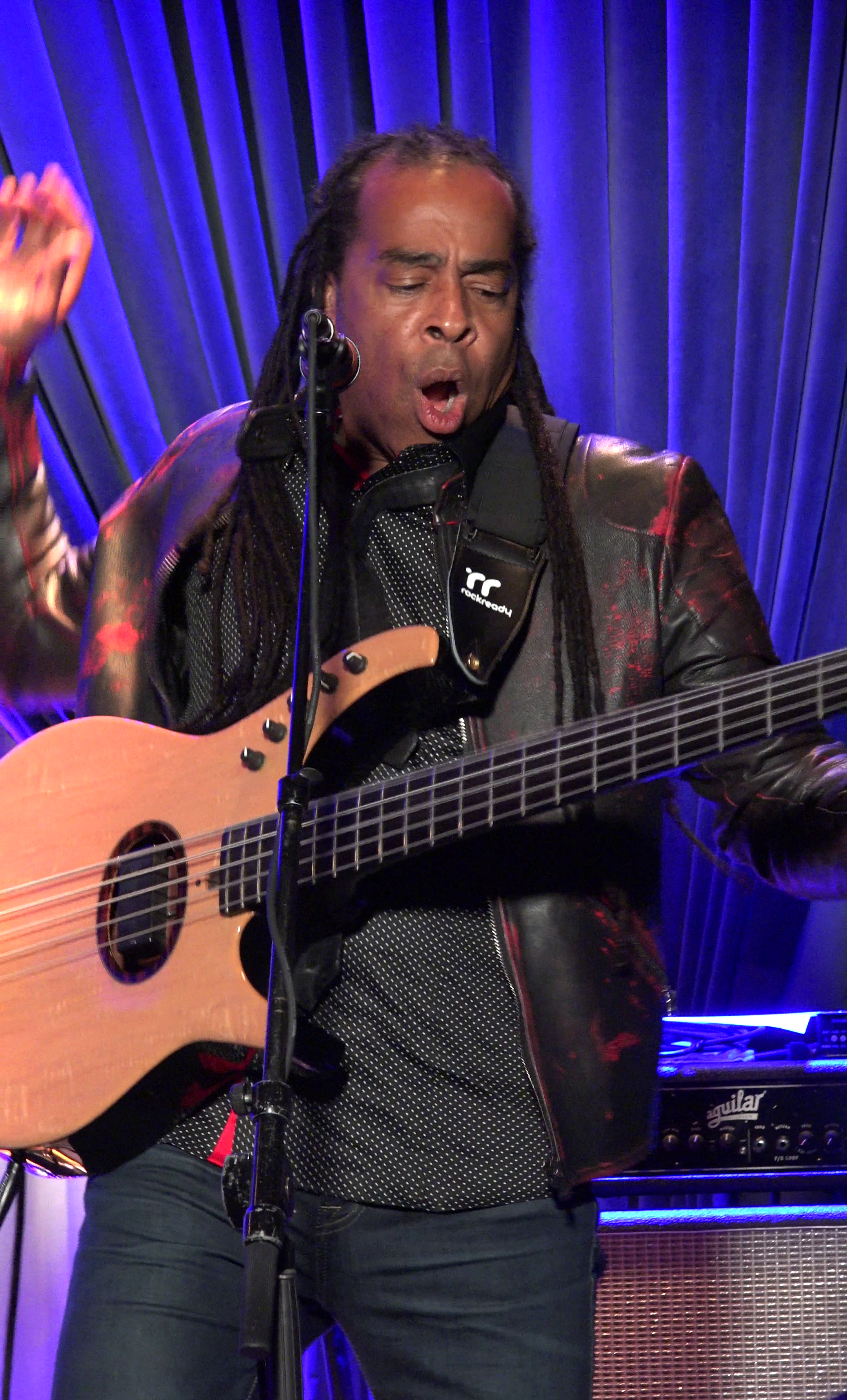
O baixista Doug Wimbish gravou as partes de baixo para o álbum.

As primeiras demos de base foram gravadas por Tarja em Buenos Aires, na Argentina, e já estavam concluídas em 24 de maio de 2007. Em junho Tarja viajou para a República da Irlanda, até o Grouse Lodge Studios no Condado de Westmeath, já usado antes por artistas como Manic Street Preachers, Michael Jackson e R.E.M. Alguns músicos no álbum saíram em turnê com Tarja mais tarde, como o baixista Doug Wimbish e o guitarrista Alex Scholpp.
As gravações instrumentais começaram em junho de 2007, ainda na Irlanda, e entre os dias 20 e 26 Tarja gravou os vocais definitivos para algumas faixas. Em julho Tarja viajou para ilha de Ibiza , no leste da Espanha, para gravações de vocais; no dia 19 o guitarrista brasileiro Kiko Loureiro enviou suas partes de violão para a faixa "Calling Grace", destinada a ser o encerramento do álbum. De 30 de julho até meados de agosto Tarja esteve no Finnvox Studios de Helsinque, a capital finlandesa, para as gravações de piano, feita por uma velha amiga de Tarja, Izumi Kawakatsu, que Tarja conheceu na cidade alemã de Karlsruhe em 2003. Izumi gravou para as faixas “Oasis”, “Boy and the Ghost” e “ Minor Heaven”.
Em agosto, Tarja viajou para Zurique, a capital Suíça, para encontrar o produtor Martin Tillman, que ajudou a criar algumas melodias para o álbum, além de ter gravado algumas partes de violão e Cello. Em 6 de agosto Tarja voou para Los Angeles, nos Estados Unidos, para trabalhar com Jim Dooley no Remote Control Studios, produzindo as partes de orquestras e coro de fundo. Ainda em agosto, Tarja deu início ao processo de mixagem com Slamm Andrews, enquanto o produtor Mel Wesson já adiantava parte do trabalho em Londres, Inglaterra.
Em setembro, após algumas sessões de foto na Alemanha, Tarja voltou para Los Angeles, dessa vez para gravação de vocais no Village Studios, já usado por artistas como Rolling Stones, Pink Floyd e Aerosmith, entre outros. Foi o último estúdio de gravação usado para o álbum, que depois teve sua edição final no Finnvox Studios de Helsinque.

## Estilo musical

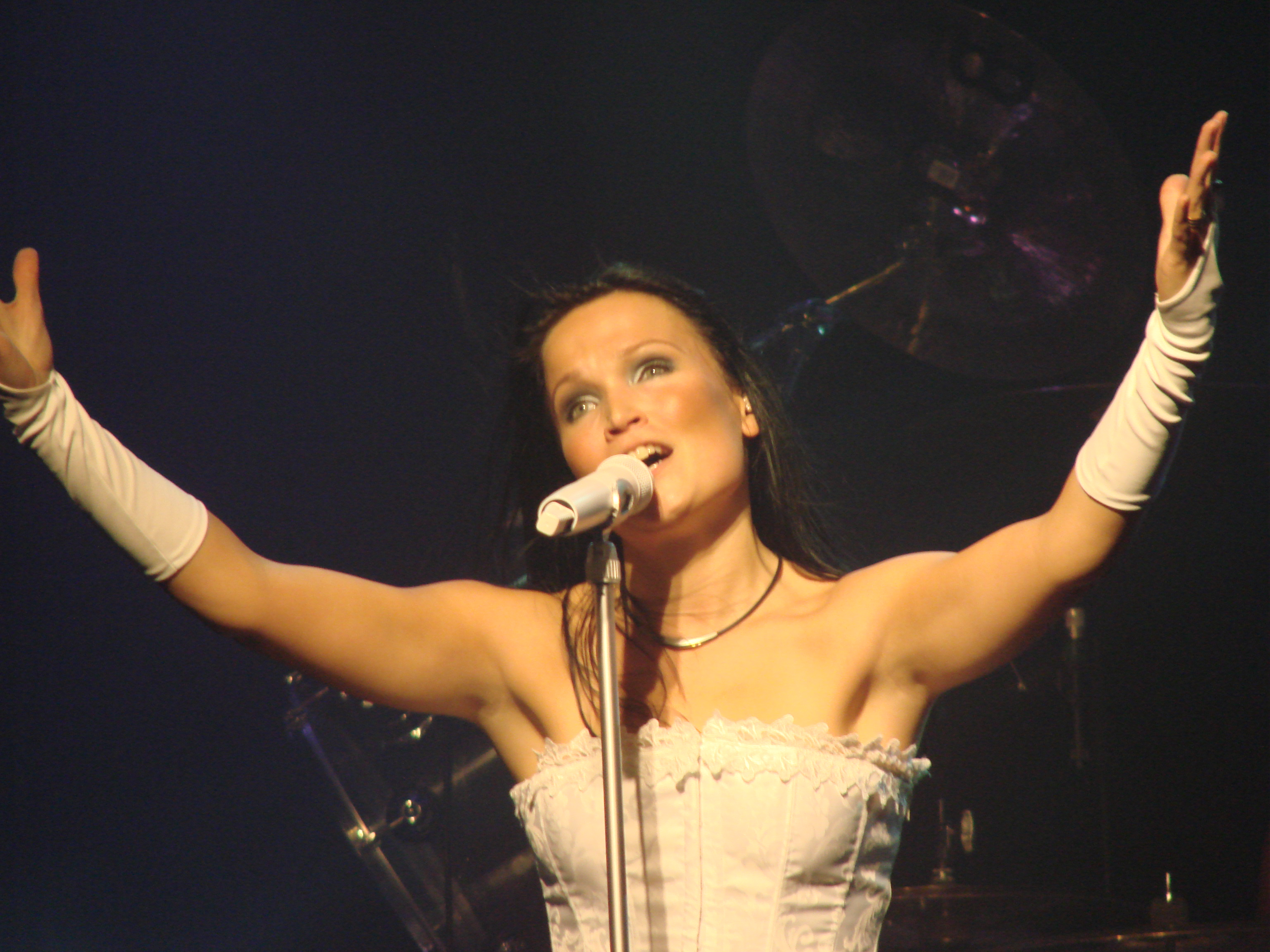
A cantora Tarja Turunen buscou evidenciar o uso de seus vocais líricos.

Após sua saída do Nightwish, acreditava-se que Tarja seguiria uma carreira direcionada à música clássica, o que não é totalmente verdade, já que "My Winter Storm" apesar de conter peças clássicas como "The Reign" e "Calling Grace", também possui faixas descritas como rock alternativo, como "Die Alive" e "Poison", apesar da crítica em geral não ter classificado nenhuma das faixas como metal sinfônico.
O uso dos vocais líricos de Tarja estiveram mais evidentes do que nunca, porque, segundo a própria Tarja, ela se sentia "(...)madura o suficiente para tentar usar sua voz de uma maneira diferente pela primeira vez(...)"
O Allmusic, um dos principais avaliadores musicais da Internet, apontou que o álbum é mais "suave e refletivo" do que qualquer outro trabalho da cantora, além de ter considerado que os vocais "rasgados" de Ciarán's Well (...)"beiram ao heavy metal, apesar de não se encaixar totalmente nesse estilo"(...)
Em entrevista para a revista Rock Brigade, Tarja disse que queria que o álbum tivesse um estilo diferente, que soasse como uma trilha sonora de filme, e afirmou que essa ideia trouxe algumas dificuldades de gravação, principalmente com a gravadora, que se preocupava com o fato de que diferentes estilos pudessem afetar a venda de CDs:
| “ | Toda vez que eu mencionava esse termo, “trilha sonora”, eles ficavam chocados, achando que eu faria um disco apenas de músicas instrumentais e incidentais. Não foi fácil convence-los de que a ideia principal por trás desse disco era que ele tivesse quatro elementos principais: uma sonoridade cinematográfica, a minha voz lírica - mais do que anteriormente, inclusive, a orquestra e guitarras pesadas. E que seria a mistura desses quatro elementos principais que faria com que a minha visão se concretizasse. - Tarja para a Rock Brigade | ” |

## Faixas

### Edição original
| N.º | Título                                             | Compositor(es)                                                      | Duração |  |
| 1.  | "Ite, Missa Est"                                   | A. Wollbeck, M. Lindblom, H. Sommerdahl                             | 0:27    |  |
| 2.  | "I Walk Alone"                                     | A. Wollbeck, M. Lindblom, H. Sommerdahl                             | 3:53    |  |
| 3.  | "Lost Northern Star"                               | K. Masbaum, M. Leonard, Tarja                                       | 4:22    |  |
| 4.  | "Seeking for The Reign"                            | A. Dimitri, A. Zagoritis, T. Stenzel, A. Heldmann, Tarja            | 0:58    |  |
| 5.  | "The Reign"                                        | A. Dimitri, A. Zagoritis, T. Stenzel, A. Heldmann, Tarja            | 4:07    |  |
| 6.  | "The Escape of the Doll"                           | Van Zundert                                                         | 0:32    |  |
| 7.  | "My Little Phoenix"                                | Van Zundert                                                         | 4:02    |  |
| 8.  | "Die Alive"                                        | A. Wollbeck, H. Sorvaag, M. Lindblom, Tarja                         | 4:04    |  |
| 9.  | "Boy and the Ghost"                                | J. Lundstrom, A. Stang, A. Jonsson, M. Lindblom, A. Wollbeck, Tarja | 4:36    |  |
| 10. | "Sing for Me"                                      | K. Crazy, C. Sundberg, T. Lipp                                      | 4:46    |  |
| 11. | "Oasis"                                            | Tarja                                                               | 5:10    |  |
| 12. | "Poison"                                           | Alice Cooper, Desmond Child                                         | 3:53    |  |
| 13. | "Our Great Divide"                                 | A. Wollbeck, H. Sorvaag, M. Lindblom, Tarja                         | 5:05    |  |
| 14. | "Sunset"                                           | A. Dimitri, A. Zagoritis, T. Stenzel, A. Heldmann, Tarja            | 0:36    |  |
| 15. | "Damned and Divine"                                | A. Dimitri, A. Zagoritis, T. Stenzel, A. Heldmann, Tarja            | 4:29    |  |
| 16. | "Minor Heaven"                                     | Anders Wollbeck, Mattias Lindblom                                   | 3:53    |  |
| 17. | "Ciarán's Well"                                    | A. Scholpp, M. Leonard, D. Wimbish, Tarja                           | 3:39    |  |
| 18. | "Calling Grace"                                    | K. Masbaum, M. Leonard, Tarja                                       | 3:06    |  |
| 19. | "Enough (bônus europeu)"                           | Tarja                                                               | 5:14    |  |
| 20. | "The Seer (bônus europeu)"                         | Tarja, Doro Pesch                                                   | 4:22    |  |
| 21. | "Damned Vampire & Gothic Divine (bônus americano)" | A. Dimitri, A. Zagoritis, T. Stenzel, A. Heldmann, Tarja            | 5:02    |  |

### Edição de DVD
Foi lançada uma edição limitada no formato de DVD contendos os seguintes materiais especiais:
- Galeria de fotos
- Vídeo de "I Walk Alone" (original)
- Vídeo de "I Walk Alone" (editado)
- Making Of de "I Walk Alone"
- Making Of do álbum

### My Winter Storm Fan Edition
My Winter Storm Fã Edition (Edição de fã), foi lançado em 2 de Janeiro de 2009, em formato de CD duplo, contendo uma nova arte de capa, versões ao vivo das músicas já lançadas em My Winter Storm, além de remixes e novas faixas como "Enough", "Wisdom of Wind" (música tema da Regata Olímpida de Beijing) e "The Seer" com participação de Doro Pesch.
| Disco 01 1. Ite Missa Est 2. I Walk Alone 3. Lost Northern Star 4. Seeking for the Reign 5. The Reign 6. The Escape of the Doll 7. My Little Phoenix 8. Boy and the Ghost 9. Sing for me 10. Oasis 11. Poison 12. Our Great Divide 13. Sunset 14. Damned and Divine 15. Die Alive 16. The Seer 17. Minor Heaven 18. Ciarans Well 19. Calling Grace | Disco 02 1. Enough 2. The Seer (com Doro Pesch) 3. Lost Northern Star (remix) 4. Wisdom of Wind 5. The Reign (score mix) 6. Die Alive (versão para rádio) 7. Boy and the Ghost (remix) 8. Calling Grace (versão estendida) 9. Lost Northern Star (versão acústica) 10. Damned and Divine (ao vivo em Kuusankoski) 11. You Would Have Loved This (ao vivo em Kuusankoski) 12. Our Great Divide (ao vivo em Kuusankoski) 13. Ciarán's Well (ao vivo em Kuusankoski) |

## Lançamento e promoção

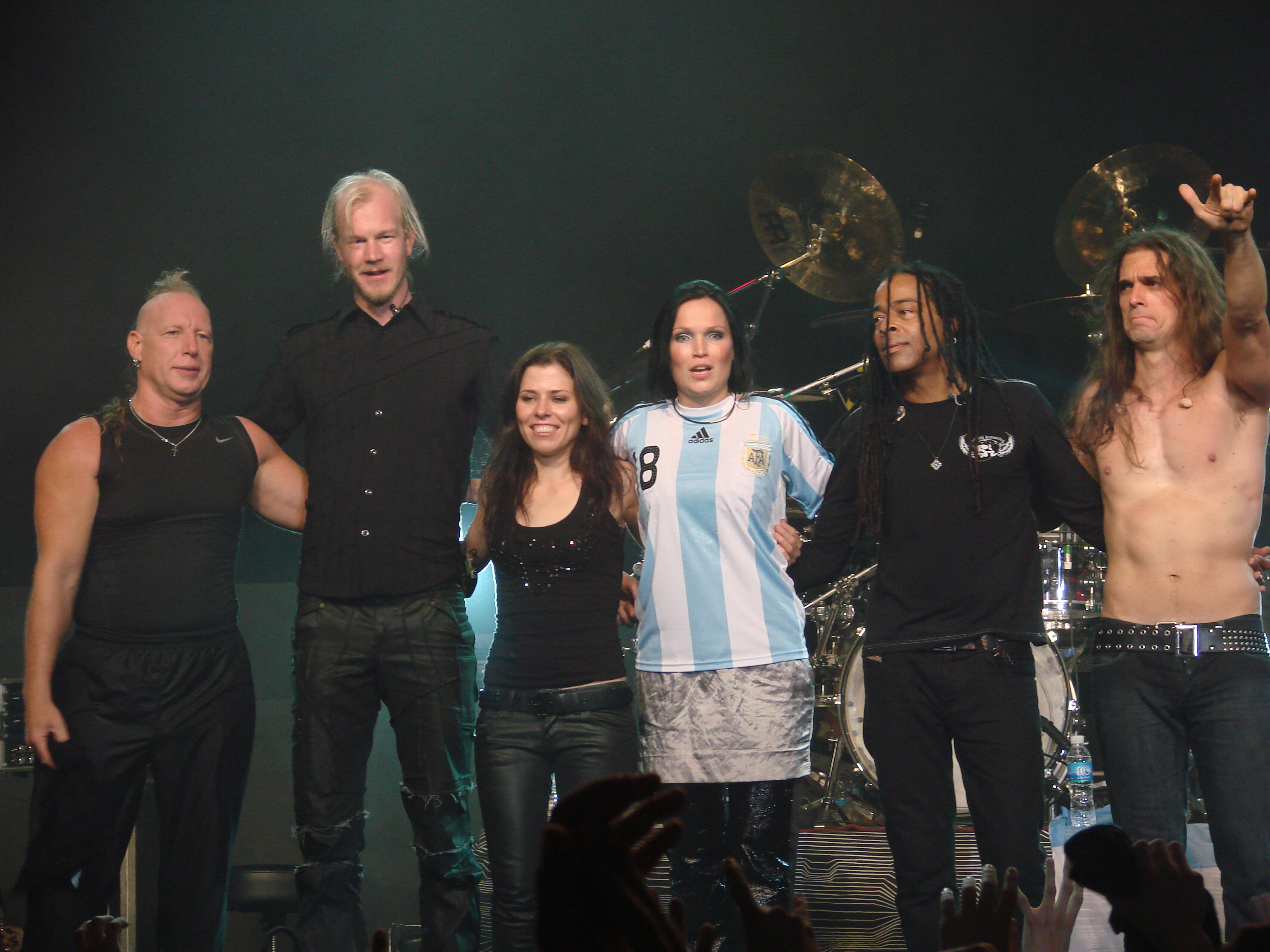
Tarja e sua a banda em Buenos Aires, Argentina, em 6 de setembro de 2008.

Logo na primeira semana de lançamento, "My Winter Storm" chegou ao topo das paradas oficiais da Finlândia, passando dois meses dentro do Top 24, além de ter ganho Disco de Platina com 30 mil cópias vendidas, além de também ter passado dois meses na lista de álbuns mais vendidos da Suíça e mais de um mês inteiro na lista austríaca.
Para promocionar o álbum, Tarja realizou uma grande turnê mundial, a "Storm World Tour", que começou com uma série de 10 shows na Europa em 2007, com a primeira apresentação em Berlim, na Alemanha, em 25 de novembro.
Em 2008 foi o verdadeiro início da turnê, que começou pelo "Metal Female Voices Festival", na Bélgica, seguida de uma série de 11 shows pela Europa e encerrando com duas noites na Rússia. Após esses shows, Tarja deu início à sua turnê pela América Latina, que passou por México, Colômbia, Chile e Argentina. A passagem pelo Brasil contou com seis datas, em São Paulo, Curitiba, Porto Alegre, Fortaleza (festival), Belo Horizonte e Rio de Janeiro. Tarja ainda realizou mais 16 shows pela Europa antes de uma pequena pausa.
Tarja iniciou 2009 excursionando pela América do Norte (Estados Unidos e Canadá) e depois voltou ao México e à Argentina, realizando também sua estreia na Venezuela. Tarja encerrou a turnê com uma série de shows em festivais de rock e realizou uma etapa final na Europa, com a última data na O2 Academy Islington de Londres, Inglaterra, em 19 de outubro.

## Repercussão
Apesar do sucesso comercial o álbum dividiu os críticos, pois foi inevitável haver comparações com o trabalho anterior de Tarja na banda Nightwish; Jim Kaz do IGN apontou que algumas faixas soaram "(...)melodramáticas e pré-fabricadas... é inexplicável(...)" No Allmusic o álbum recebeu 1 estrela e meia de 5, com Dave Donnelly dizendo que o álbum teve riffs mal ajustados e que Tarja não se deu uma chance de brilhar. Mas houve também críticas positivas; David Aresté do Metal Symphony apontou que o álbum possui uma "elegância", e que Tarja cantou com "delicadeza" e "firmeza".
| País           | Parada (2007)                           | Melhor posição |
| -------------- | --------------------------------------- | -------------- |
| Alemanha       | Media Control Charts                    | 3              |
| Áustria        | Top 40 Albums                           | 11             |
| Bélgica        | Ultratop (Flanders) Ultratop (Wallonia) | 78 94          |
| Espanha        | Spanish Albums Chart                    | 77             |
| Estados Unidos | Top Heatseekers                         | 46             |
| Europa         | European Top 100 Albums                 | 11             |
| Finlândia      | Finnish Albums Chart                    | 1              |
| França         | French Albums Chart                     | 88             |
| Hungria        | Hungarian Albums Chart                  | 18             |
| Noruega        | VG-lista                                | 37             |
| Chéquia        | Czech Albums Chart                      | 33             |
| Suécia         | Svensktoppen                            | 41             |
| Suíça          | Swiss Albums Top 100                    | 15             |
| País           | Parada (2008)                           | Melhor posição |
| Finlândia      | Finnish Albums Chart                    | 7              |
| Suíça          | Swiss Albums Top 100                    | 60             |

| País            | Certificado | Vendas   |
| --------------- | ----------- | -------- |
| Alemanha        | Ouro        | 100,000+ |
| Finlândia       | Platina     | 30,000+  |
| Hungria         | Ouro        | 3,000+   |
| República Checa | Ouro        | 3,000+   |
| Rússia          | 2× Platina  | 20,000+  |
| Suíça           | Ouro        | 15,000+  |

## Créditos
| Músicos - Tarja Turunen - Vocais principais - Doug Wimbish - Baixo - Alex Scholpp - Guitarra - Earl Harvin - Bateria - Torsten Stenzel - Teclado e programação - Martin Tillman - Celo acústico e elétrico - Izumi Kawakatsu - Piano - Peter Tägtgren - Guitarra ("Lost Norther Star") - Kiko Loureiro - Violão ("Calling Grace") - Doro Pesch - Vocal feminino ("The Seer") - Lili Haydin - Violino - Czech Film Orchestra - Coro de fundo e orquestra - Toni Turunen - Backing vocal - Tea Tähtinen - Backing vocal - Daniel Presley - Backing vocal | Equipe técnica - Dana Niu - Orquestradora - James Dooley - Orquetrações e arranjos de coral - Mel Wesson - Design de som - Jiří Kubík - Condução de orquestra - Jan Brych - Condução de coral - Slamm Andrews - Mixagem - Doug Cook - Engenheiro de som - Louie Teran - Masterização - Dirk Rudolph - Arte de capa - Jens Bold - Fotografias |